# Saúl Flores
Saúl Dante Flores Inostroza (San Juan, 19 de enero de 1994) es un futbolista argentino que juega de delantero actualmente en O'Higgins de la Primera División de Chile. También es parte del fútbol joven Sub-19.

## Clubes
| Club      | País  | Año       |
| --------- | ----- | --------- |
| O'Higgins | Chile | 2011-Act. |

## Palmarés

### Campeonatos nacionales
| Título                    | Club      | País  | Año    |
| ------------------------- | --------- | ----- | ------ |
| Primera División de Chile | O'Higgins | Chile | 2013-A |

- Datos: Q6122286